# 孝柳铁路
孝柳铁路，是中国山西省吕梁市的一条地方铁路，由介西铁路的孝西站为起点，途经汾阳市、中阳县、离石区，并以柳林县穆村站为终点。全长115.4公里，以货运为主，设计年运量800万吨。营运单位为孝柳铁路有限责任公司。其中山西省出资60%，铁道部出资40%。1993年通车。2005年发送量871万吨。
该线的电气化工程于2006年9月20日开始，由中铁十二局电气化公司负责承建。首期工程包括于东槽至中阳八个车站之间架设接触网，当中中阳至三角庄段于2007年4月完工，6月29日开通。而大同电力机车也为孝柳铁路制造两辆韶山7型电力机车（编号SS7-8112及8113），以配合日後完成的电气化工程。
余下的中阳至穆村路段也将于2008年2月开始进行电气化工程，预计同年9月完成。
孝柳铁路于2011年10月实现全线电气化及微机联锁。

## 车站
全线共设有13个车站，由孝西站开始，經东槽、石庄、小景、会沟、三角庄、枝柯、柳沟村、中阳、朱家店、离石、柳林县和穆村站。